# Blandina Čížková
Blandina Čížková (ur. 6 lipca 1859 w Řisutach, zm. 25 kwietnia 1925 w Koloredovie) – czeska publicystka, redaktorka, wydawczyni i bibliotekarka, działaczka na rzecz czeskiej świadomości na Śląsku Cieszyńskim.

## Życiorys
Ukończyła czteroklasową szkołę wydziałową dla dziewcząt w Pradze. Jako dziesięciolatka przeprowadziła się z rodzicami do Cieszyna. Ojciec, Jan Čížek, został administratorem arcyksiążęcego tartaku parowego oraz stolarni w Cieszynie. Matka, Johanka, zmarła, gdy Blandina miała 17 lat. Wówczas ojciec założył własny warsztat stolarski i produkował meble ogrodowe. Blandina ukończyła czteroletni prywatny zakład kształcenia nauczycielek, który prowadziły boromeuszki. Po studiach pracowała jako księgowa. Możliwe, że czasowo pracowała jako nauczycielka.
Od 1882 wraz z ojcem i siostrą Marią uczestniczyła w spotkaniach Klubu Literackiego i Towarzyskiego Snaha (Dążenie) w Cieszynie. Skupiał głównie czeską inteligencję i miał za zadanie pielęgnować wiedzę o czeskiej literaturze, być ogniskiem życia literacko-naukowego oraz towarzyskiego w duchu narodowo-czeskim. W tym czasie społeczność czeska w Ciesyznie liczyła ok. 6%. W końcu 1894 Blandinie powierzono wydawanie „Novin Těšínských”, czyli pierwszego czeskojęzycznego czasopisma na Śląsku Cieszyńskim. W redakcji pracowała 16 lat. W tym czasie była prawdopodobnie jedyną kobietą na Śląsku Cieszyńskim, która była administratorką i wydawczynią prasy. Przygotowywała i opracowywała materiały, dokonywała korekt. Poza tym pisała teksty na tematy polityczne, społeczne i narodowościowe. Po jej odejściu z redakcji czasopismo zaczęło podupadać i w ciągu kilku lat przestało się ukazywać. 
Čížková organizowała spotkania i odczyty. Pisała o historii, piśmiennictwie i kulturze Śląska Cieszyńskiego. Prawdopodobnie to ona pisała pod pseudonimem Ślężanka, ale teza nie została jeszcze uwiarygodniona. Współzałożyła i wydawała „Slezský kalendář”, „Český lid”, „Beskydské besedy” oraz „Černá země”. Zbierała i spisywała cieszyńskie legendy i podania, dlatego nazywano ją cieszyńską Boženą Němcovą. Organizowała wystawy rękodzielnicze, a także warsztaty tkactwa i wikliniarstwa. W 1895 uczestniczyła w organizacji Etnograficznej Wystawy Czesko-Słowiańskiej w Pradze. Zorganizował wystawę tkactwa w Wyżnych Lhotach w 1900, Wystawę Krajobrazową w Dobrej w 1910 i inne wystawy wyrobów hafciarskich i dziewiarskich.
Dołączyła do nowo powstałej organizacji, odpowiednika polskiej Macierzy Ziemi Cieszyńskiej, czyli Matice Osvěty lidové pro knížectví Těšínské (Macierz Oświaty Ludowej). Organizacja prowadziła działalność oświatową, popularyzatorską, stypendialną, charytatywną i wydawniczą. W dniu 25 września 1898 obok centrali, która w międzyczasie przeniosła się do Ostrawy, powstała sekcja kobieca. Członkinią jej zarządu była Čížková. Wcześnie współzakładała sekcję. Jej celem była działalność oświatowa, gromadzenie księgozbiorów, otwieranie czytelni i dystrybucja książek wśród czeskiej społeczności Śląska Cieszyńskiego. Dzięki temu czeską literaturę można było czytać m.in. w siedzibie Snahy w Cieszynie, w redakcji „Novin Těšínských”, w czytelni niemieckiego seminarium nauczycielskiego oraz w mieszkaniu Blandiny.
Choć działała na rzecz czeskości Śląska Cieszyńskiego, nie przejawiała wrogiego nastawienia do społeczności polskiej. Na przełomie XIX i XX wieku w Cieszynie i regionie nie pojawiła się jeszcze narodowa rywalizacja. Antagonizowano się głównie w stosunku do cieszyńskich Niemców. Blandina wsparła niewielką sumą Gimnazjum Polskie w Cieszynie, w 1899 przesyłała też datki na budowę Domu Narodowego (chciała w ten sposób uhonorować Andrzeja Cinciałę).
W 1907 wraz z całą redakcją „Novin Těšínských” przeprowadziła się do Frydku. Angażowała się w działalność społeczną w organizacjach kobiecych, a politycznie była aktywna w Českém politickém spolku pro Těšínsko. W styczniu 1911 zrezygnowała z pracy w redakcji „Novin Těšínských”. W Mistku, gdzie zamieszkała, otworzyła niewielki sklep, który prowadziła do zakończenia I wojnie światowej. Po utworzeniu Publicznej Biblioteki Miejskiej w Místku w 1923 została kierowniczką biblioteki. Było to możliwe, bo rok wcześniej zdała państwowy egzamin biblioteczny. Kierowała biblioteką do śmierci.
Posługiwała się kilkoma językami. Nie założyła rodziny, pozostała panną.

## Upamiętnienie
Jest jedną z bohaterek Cieszyńskiego Szlaku Kobiet opracowanego przez Władysławę Magierę.